# Маркшейдерська служба
Маркшейдерська служба (рос. маркшейдерская служба, англ. surveying service (department); нім. Markscheiderdienst m) — функціональний, структурний підрозділ гірничодобувного підприємства, об'єднання, холдингової компанії, департаменту, міністерства.
М.с. функціонує при розвідці родовищ корисних копалин, будівництві гірничодобувних підприємств, будівництві та експлуатації метрополітенів, тунелів та ін. Функціями М.с. відповідно рівня є виконання маркшейдерських робіт при освоєнні і розробці родовищ к.к. Маркшейдерське забезпечення гірничих робіт здійснюється згідно з чинним законодавством, положенням про маркшейдерську службу, нормативними документами. В структурному відношенні М.с. підприємства чи організації може бути як самостійною (маркшейдерський відділ, маркшейдерське управління, бюро спеціалізованих маркшейдерських робіт) так і входити складовою частиною до інших підрозділів (технічних, геолого-маркшейдерських та ін.). Структура та чисельність працівників М.с. розробляються і затверджуються відповідними міністерствами з урахуванням особливості їх діяльності.